# Élections législatives indiennes de 1977
Les élections législatives indiennes se sont déroulées du 16 au 20 mars 1977 afin d'élire la VIe législature de la Lok Sabha, la chambre basse du Parlement indien.
Ces élections, qui se tiennent à la fin de l'état d'urgence, sont les premières perdues par le Congrès national indien depuis l'Indépendance de l'Inde en 1947.

## Principales formations en lice

### Le Congrès
Le Congrès national indien, fer de lance du mouvement pour l'indépendance de l'Inde, domine la vie politique de l'Inde depuis 1947. Cependant, depuis la prise de pouvoir d'Indira Gandhi, Première ministre depuis 1966, il a connu de nombreuses scissions. En 1969, Gandhi a même été exclue du Congrès par l'aile conservatrice dirigée par Morarji Desai et a formé le Congrès (R) (pour Ruling), faisant reconnaître son parti comme le Congrès officiel par la Commission électorale indienne.
Après sa condamnation pour fraude électorale, Indira Gandhi a décrété l'état d'urgence, concentrant l'essentiel du pouvoir entre ses mains et restreignant les libertés publiques. Devenue très impopulaire, elle doit faire face pendant la campagne aux accusations de violation des droits humains et à de nombreuses défections dans son camp.

### Le Janata Party
Quelques mois avant les élections, le gouvernement relâche les prisonniers politiques arrêtés pendant l'état d'urgence. Quatre partis d'opposition (le Congrès (O), Jan Sangh, le Bharatiya Lok Dal et le Parti socialiste) décident de concourir ensemble sous la bannière du Janata Party.
Pendant la campagne, le Janata Party dénonce les atteintes aux droits humains des années précédentes et prévient que ces élections sont un choix entre « la démocratie et la dictature ».

## Résultats
Le Congrès subit une lourde défaite et perd le pouvoir pour la première fois depuis l'Indépendance de l'Inde. Morarji Desai, libéré quelques mois plus tôt, devient le premier Premier ministre de l'Inde non congressiste. Indira et Sanjay Gandhi perdent tous les deux leurs sièges.
| Partis ou coalitions                     | Partis ou coalitions                     | Voix (%) | Sièges |  |
| ---------------------------------------- | ---------------------------------------- | -------- | ------ |  |
|                                          | Alliance Janata                          | 51,89    | 345    |  |
| Janata Party / Congress for Democracy    | Janata Party / Congress for Democracy    | 43,17    | 298    |  |
| Parti communiste d'Inde (marxiste)       | Parti communiste d'Inde (marxiste)       | 4,30     | 22     |  |
| Shiromani Akali Dal                      | Shiromani Akali Dal                      | 1,26     | 9      |  |
| Peasants and Workers Party of India      | Peasants and Workers Party of India      | 0,55     | 5      |  |
| Revolutionary Socialist Party            | Revolutionary Socialist Party            | ?        | 3      |  |
| All India Forward Bloc                   | All India Forward Bloc                   | 0,34     | 3      |  |
| Republican Party of India (Khobragade)   | Republican Party of India (Khobragade)   | 0,51     | 2      |  |
| Dravida Munnetra Kazhagam                | Dravida Munnetra Kazhagam                | 1,76     | 1      |  |
| Indépendants                             | Indépendants                             | -        | 2      |  |
|                                          |                                          |          |        |  |
|                                          | Alliance du Congrès                      | 40,98    | 189    |  |
| Congrès (I)                              | Congrès (I)                              | 34,52    | 153    |  |
| Anna Dravida Munnetra Kazhagam           | Anna Dravida Munnetra Kazhagam           | 2,9      | 19     |  |
| Parti communiste d'Inde                  | Parti communiste d'Inde                  | 2,82     | 7      |  |
| Jammu & Kashmir National Conference      | Jammu & Kashmir National Conference      | 0,26     | 2      |  |
| Indian Union Muslim League               | Indian Union Muslim League               | 0,3      | 2      |  |
| Kerala Congress                          | Kerala Congress                          | 0,18     | 2      |  |
| Revolutionary Socialist Party (scission) | Revolutionary Socialist Party (scission) | -        | 1      |  |
| Indépendants                             | Indépendants                             | -        | 2      |  |
|                                          |                                          |          |        |  |
| Autres                                   | Autres                                   | 7,13     | 19     |  |